# Gyepükaján
Gyepükaján [děpykaján] je obec v Maďarsku v župě Veszprém, spadající pod okres Sümeg. Vznikla v roce 1894 spojením dvou vesnic Gyepű a Kajánfölde. Nachází se asi 8 km severovýchodně od Sümegu a asi 48 km jihozápadně od Veszprému. V roce 2015 zde žilo 313 obyvatel. Dle údajů z roku 2011 tvoří 97,3 % obyvatelstva Maďaři, 2,4 % Romové, 0,6 % Němci a 0,3 % Poláci, přičemž 2,4 % obyvatel se ke své národnosti nevyjádřilo.

## Sousední obce
| Růžice kompasu |            |  | Káptalanfa | Růžice kompasu |
| Růžice kompasu | Sever      |  |            | Růžice kompasu |
| Růžice kompasu | Gyepükaján |  |            | Růžice kompasu |
| Růžice kompasu | Jih        |  |            | Růžice kompasu |
| Růžice kompasu | Csabrendek |  |            | Růžice kompasu |